# Antipathes rubra
Antipathes rubra is een Antipathariasoort uit de familie van de Antipathidae. De wetenschappelijke naam van de soort is voor het eerst geldig gepubliceerd in 1903 door Cooper.